# Горохов, Сергей Анатольевич
Сергей Анатольевич Горохов (13 февраля 1990; Калининград, РСФСР, СССР) — российский профессиональный боксёр. Чемпион России по боксу (2023), чемпион версии WBC Internation по боксу (2021), чемпион СНГ по боксу (2015).

## Биография
Родился 13 февраля 1990 года в Калининграде.
Учился в лицее № 17 своего родного города с 1997 года по 2007 год, окончив 11 классов, после чего обучался в Калининградском Государственном техническом Университете по специальности «Промышленное и гражданское строительство» (ПГС).
С 2005 года начал заниматься спортом. В 2013 году Горохов провёл первый профессиональный поединок, в котором победил нокаутом соперника во втором раунде и подписал контракт с Псковской промоутерской компанией.
В 2015 году завоевал пояс чемпиона СНГ в Калининграде, в 2021 году завоевал пояс чемпиона WBC Internation в Сербии, Белград. Летом 2023-го года Горохов завоевал пояс чемпиона России в Москве.

## Достижения
- 2023 — Чемпион России по боксу (пояс).
- 2021 — Чемпион версии WBC Internation по боксу (пояс)[6].
- 2015 — Чемпион СНГ по боксу (пояс).